# 1950年イギリス総選挙

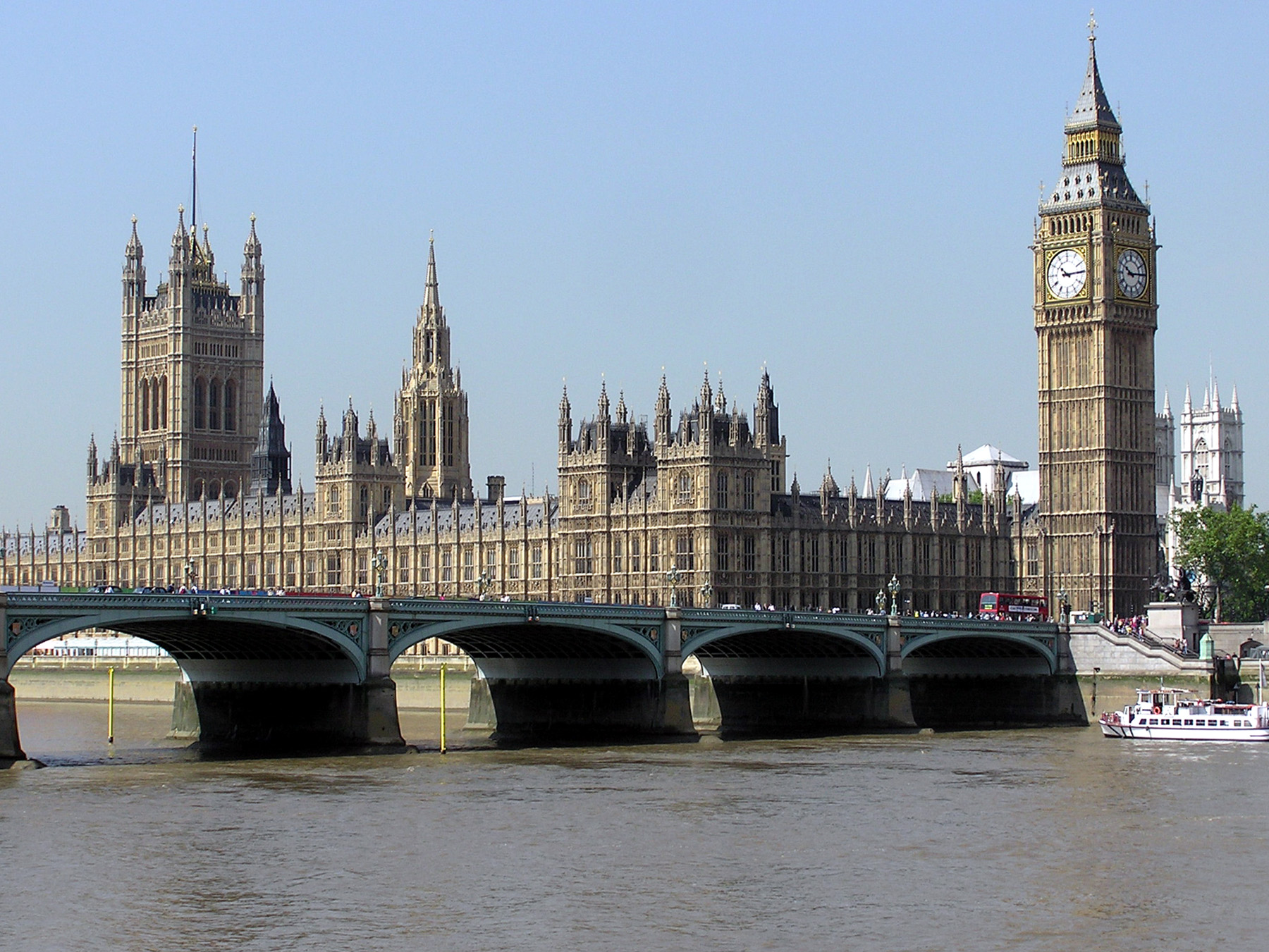
英国議会議事堂

1950年イギリス総選挙（1950ねんイギリスそうせんきょ、英語：United Kingdom General Election 1950）は、英国議会（正式名称：グレートブリテン及び北アイルランド連合王国議会）の下院を構成する議員を選出するために、1950年2月23日に行われた英国の選挙である。

## 選挙データ

### 内閣
- 選挙前：第1次アトリー内閣（第62代）
  - 首相：クレメント・アトリー（労働党党首）
  - 与党：労働党
- 選挙後：第2次アトリー内閣（第63代）
  - 首相：クレメント・アトリー（労働党党首）
  - 与党：労働党

### 改選数
- 625（15）

### 選挙制度
- 単純小選挙区制

#### 投票方法
秘密投票、単記投票、1票制

#### 選挙権
21歳以上のイギリス国籍を有する男女、および英連邦市民、アイルランド共和国市民で一定の欠格要件（刑務所に服役中など）に該当しない市民で、居住地域の自治体で選挙人登録をした者。

#### 被選挙権
21歳以上のイギリス国籍を有する男女、および英連邦市民、アイルランド共和国市民で一定の欠格要件（刑務所に服役中など）に該当しない市民で、居住地域の自治体で選挙人登録をした者。

#### 有権者数
34,412,255

## 選挙結果
- 投票日：1950年2月23日
- 投票率：83.9%

| 党派                | 党派               | 得票数     | 得票率 | 立候補 | 当選 |
| ------------------- | ------------------ | ---------- | ------ | ------ | ---- |
| Labour              | 労働党             | 13,266,176 | 46.1%  | 617    | 315  |
| Conservative        | 保守党             | 11,507,061 | 40.0%  | 564    | 282  |
| National Liberal    | 自由党国民政府派   | 985,343    | 3.4%   | 55     | 16   |
| Liberal             | 自由党             | 2,621,487  | 9.1%   | 475    | 9    |
| Irish Nationalist   | アイルランド民族派 | 65,211     | 0.2%   | 2      | 2    |
| Independent liberal | 自由党系無所属     | 15,066     | 0.1%   | 3      | 1    |
| 合計                | 合計               | 合計       | 合計   | 合計   | 625  |

有効得票総数 28,771,124票
- 出典：General Election Results 1885-1979。この表では議席を得た政党のみ記載